# فرایند بایر

نمای عمومی فرایند بایر

فرایند بایر (به انگلیسی: Bayer process) فرایند تولید صنعتی آلومینیوم اکسید از سنگ معدن بوکسیت است. این فرایند در سال ۱۸۸۷ توسط کارل بایر اختراع شد. امروزه روش بایر مهمترین روش صنعتی تولید آلومینا است.

## شرح فرایند
بوکسیت مهمترین سنگ معدن آلومینیوم است که شامل ۳۰ تا ۵۴ در صد آلومینا و مابقی شامل سیلیس، اکسیدهای آهن و تیتانیوم دی اکسید است. به منظور خالص سازی آلومینا در این روش از محلول گرمی(۱۷۵ °C) از سدیم هیدروکسید برای شستن سنگ بوکسیت استفاده می‌شود. این عمل آلومینا را به آلومینیوم هیدروکسید تبدیل می‌کند که در سدیم هیدروکسید محلول است(بر اساس معادله شیمیایی زیر):
Al۲O۳ + ۲ OH− + ۳ H۲O → ۲ [Al(OH)۴]−
دیگر ترکیبات بوکسیت در این محلول حل نمی‌شود در نتیجه می‌توان آن‌ها را با فیلتراسون جدا کرد. در مرحله بعد محلول سرد شده تا آلومینیوم هیدروکسید به صورت پودری نرم رسوب کند. سپس آلومینیوم هیدروکسید تا دمای ۹۸۰°C حرارت می‌بیند تا بر اساس معادله شیمیایی زیر آلومینا و آب از هم جدا شوند و آلومینا خالص شود.
۲ Al(OH)۳ → Al۲O۳ + ۳ H۲O
سپس آلومینای تولیدی در فرایندی به نام فرایند هال به فلز آلومینیوم تبدیل می‌شود.